# Le Roi Carotte
Personnages
- Le prince Fridolin XXIV (ténor)
- La princesse Cunégonde, sa promise (soprano)
- Robin-Luron, génie (mezzo)
- Rosée du soir (soprano)
- La sorcière Coloquinte (mezzo)
- Le roi Carotte (ténor)
- Pipertrunck, chef de la police
- Truck, grand nécromancien
- Quiribibi, enchanteur
- Le baron Koffre, grand caissier du royaume
- Le comte Schopp, conseiller
- Le feld-maréchal Trac, ministre des batailles

Le Roi Carotte est un opéra-bouffe-féerie en quatre actes et dix-neuf tableaux de Jacques Offenbach et Victorien Sardou, créé au théâtre de la Gaîté le 15 janvier 1872. Il existe une édition opérette-féerie en trois actes et onze tableaux.
Créé au moment de la vogue de la féerie, Le Roi Carotte est la première collaboration de Jacques Offenbach avec Victorien Sardou. Il rencontre le succès à Paris et reste à l'affiche durant 195 représentations.
Les moyens techniques nécessaires, et les six heures de spectacle, expliquent probablement que l'œuvre n'ait jamais été reprise à Paris. La version « opérette féerique » a été reprise à l'Opéra de Lyon du 15 décembre 2015 au 1er janvier 2016. Malgré l'intérêt musical dont la critique a fait part à sa création, elle n'a jamais été enregistrée.

## Genèse

### Contexte
Dans son édition du 23 octobre 1869, le Figaro dévoile la signature d’un traité entre Jacques Offenbach, Victorien Sardou et Maurice Boulet, le directeur du théâtre de la Gaîté, par lequel sera créé « le 15 octobre 1870, un grand opéra-bouffe-féerique en 3 actes et 22 tableaux ». Le 22 mai 1870, on apprend qu’il s’agit du Roi Carotte – désormais composé de 24 tableaux.
D’après André Martinet, le premier biographe de Jacques Offenbach, Victorien Sardou souhaitait avec cette œuvre « tirer à l’Empire l’horoscope de sa fin prochaine ». Si cette intention, écrite a posteriori, est sujette à caution, il est certain que les deux tableaux de Pompéi sont nés dès le début du projet : « Depuis longtemps je rêve une résurrection éclatante de Pompéi ; je réaliserai ce vœu de tous les pèlerins du Vésuve : Si ces ruines pouvaient revivre ! » aurait dit Victorien Sardou à Jacques Offenbach.

### Inspiration
Le Roi Carotte s’inspire du conte d’Hoffmann Klein Zaches, genannt Zinnober (Petit Zacharie, surnommé Cinabre) paru en 1819. Mais, comme le note Émile Abraham dans Le Petit Journal, Victorien Sardou « n’a guère emprunté au conte fantastique que le type du hideux avorton contrefait et grotesque, que le pouvoir d’une fée fait paraître joli, élégant et spirituel à tous ceux qui l’approchent ».
Bien plus tard, Jacques Offenbach et Jules Barbier replaceront ce conte dans le premier acte des Contes d’Hoffmann sous la forme de la Chanson de Kleinzach.
Kleinzach est aussi, en 1880, le nom du lévrier de Jacques Offenbach – celui de 1872 s’appelait Boum.

### Premier projet
L’écriture du livret semble plutôt longue et nécessite de nombreux échanges entre le librettiste et le compositeur. Dans une lettre du 14 juillet 1870, envoyée depuis Étretat, Jacques Offenbach écrit à Victorien Sardou : « J’ai reçu le premier acte. Je suis de ton avis, c’est trop long. Et quoique j’aie fait ma musique, comme il faut avant tout que nous marchions vite, eh bien! je [v]ois après mûre réflexion ce qu’il faudra faire : supprimer tout le premier tableau. (…) Tu as raison de vouloir fondre les scènes VI et VII. Le duo Fridolin-Cunégonde n’est pas trop long. Il arrive un peu tard seulement dans la scène : tu verras par ce que j’ai envoyé que j’ai coupé les ensembles et je n’ai laissé que tout ce qui m’a paru devoir rester. ».
En plus de la composition, Jacques Offenbach s’occupe de la distribution. Il écrit le 19 juin 1870 depuis Ems à Victorien Sardou : « Donne-moi des nouvelles de notre Boulet. A-t-il engagé Sotto et Sevestre ? ».
La guerre de 1870 stoppera momentanément cette collaboration. Jacques Offenbach protège ses proches en les emmenant à Étretat et lui-même fuit à Bordeaux, puis à Saint-Sébastien, Vienne et Milan.

### Second projet
En mars 1871, les auteurs reprennent leur travail. Le livret est complètement repris par Victorien Sardou pour effacer ce qui pourrait rappeler l’actualité récente.
Jacques Offenbach n’hésite pas à couper des pages entières de musique ou à réécrire de nouveaux airs pour trouver l’équilibre entre le rythme général de la pièce et les « effet[s] sur le public ». Ainsi, pour le Duo de l’anneau (no 21) par exemple, il écrit depuis Étretat à Victorien Sardou : « Pour arriver à ma strette, il me faudrait deux vers qui posent mon dernier motif, dans le sens de : la drôle de figure que vous faites, si vous pouviez vous voir. Puis : Ah, la drôle de figure, / Ah, ah, ah, / Ta ta ta ta ta figure, / Ah, ah… Ici exactement quatre vers sur le rythme. Cette fin vaudra mieux que l’autre, sans la facture du trop grand opéra que l’autre avait forcément et nous restons mieux dans la féerie. ». Il conclut son courrier en encourageant son librettiste : « Je suis très content de tout ça, j’ai relu ta prose et vrai, si Boulet le veut, nous aurons forcément un succès rare. ».
Maurice Boulet, le directeur de la Gaîté, engage, en juillet 1871, Albert Vizentini comme « premier chef d’orchestre », sur recommandation de Jacques Offenbach. Le 28 juillet 1871 depuis Étretat, Jacques Offenbach insiste auprès de Victorien Sardou pour la mise au point de la distribution : « Je serai à Paris, je pense, jeudi prochain, il faut absolument que pendant le peu de jours que j’y passerai, nous ayons de nombreux rendez-vous avec Boulet, pour en finir sur notre distribution et sur le reste. ».

### Répétitions
Dès septembre 1871, des auditions sont organisées afin de renforcer le chœur et atteindre 75 choristes. Fin octobre, la distribution est fixée : en plus des rôles principaux, l’œuvre demande 30 acteurs, 45 danseuses, 150 figurants et un orchestre de 45 instrumentistes !
En octobre 1871, les répétitions commencent après une présentation de la musique et du livret aux artistes de la Gaîté. L’œuvre comporte 3 actes et 22 tableaux dont « un ballet et un divertissement » et nécessite la confection de 1 550 costumes !
Mi-janvier 1872, l’apothéose finale est supprimée et le deuxième acte est divisé pour donner à l’œuvre sa configuration finale de 4 actes.
Victorien Sardou mène les répétitions avec son souci habituel de perfection. A. de Saint-Albin raconte : « Sardou passe cinq jours à régler une demi-scène. (…) Il faut voir comme il mène les acteurs militairement ! Il voudrait que le dernier des figurants eût un effet. ». Quelques tensions se font sentir : Le Figaro relate, le 8 janvier, le départ de quelques instrumentistes d’une répétition qui « durait trop tard ».
La première est d’abord fixée pour la deuxième quinzaine de décembre 1871 ; début janvier, elle est annoncée pour le milieu du mois. Le théâtre de la Gaîté fait relâche à partir du 3 janvier 1872. La première a lieu le 15 janvier 1872.

## Création

### Scénographie

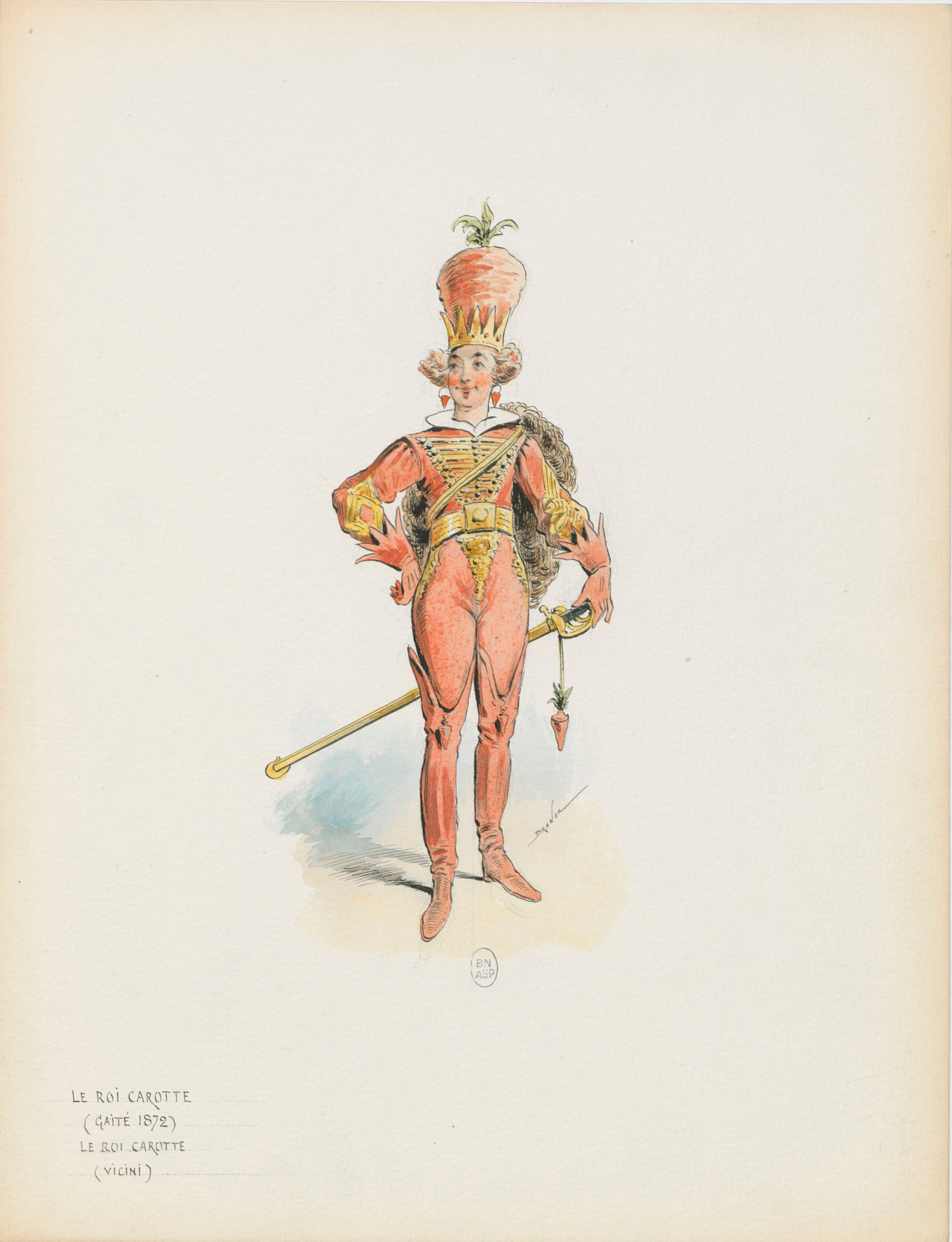
Costume du Roi Carotte par Draner (1872)

Les nombreux articles de presse de la fin de l’année 1871 et de janvier 1872 ont aiguisé l’impatience des Parisiens à qui on promet « une mise en scène plus splendide que ce que l’on [n']a jamais vu ». Et effectivement, le Petit Journal s’enthousiasme : « Dans d’autres féeries, on voyait des décors très brillants, aussi brillants peut-être, mais jamais avec cette prodigalité et cette variété, jamais avec ce goût parfait, cette recherche du vrai dans la fantaisie. ».
Le soir de la première, Bénédict note dans le Figaro : « L’innovation, en ce qui concerne la féerie de la Gaîté, consiste à avoir associé plus largement la musique à l’enchantement de ces sortes de spectacles ». Gérôme de l’Univers Illustré relate : « Six heures durant, l’esprit, les yeux, les oreilles, ont été tenus en éveil par cet assemblage de séductions, par ce spectacle inouï, prodigieux, qui est le dernier mot du genre. ».
Les décors sont réalisés par Jean-Louis Chéret pour Pompéi, Édouard Desplechin pour le palais du Roi Carotte ainsi que par Philippe Chaperon. Les costumes de Pompéi sont dessinés par Eugène Lacoste et ceux des insectes par Théophile Thomas.
Les deux tableaux de Pompéï, « vue d’abord telle que le désastre du Vésuve nous l’a faite, et reconstruite immédiatement sous nos yeux (…), suffirai[en]t seul[s] au succès du Roi Carotte. » écrit Savigny dans l’Illustration. Le Petit Journal s’enthousiasme lui aussi : « Le tableau de Pompéï est un chapitre d’histoire ; il est grandiose, il s’impose à l’admiration : au fond une perspective de monuments romains ; sur la scène un forum où défilent sénateurs, gladiateurs, courtisanes, plébéiens, où circule tout un monde enseveli depuis tant de siècles, mais qu’on ne se lasse pas d’étudier et par les reliques qui se sont transmises presqu’à nos jours malgré les révolutions et par les fouilles et par les livres des savants. ».
Le tableau des Insectes est particulièrement remarqué lui aussi : c’est un « tableau éblouissant, d’une profusion et d’une fraîcheur de tons inouïes. On dirait un des éblouissements magiques qui apparaissent seulement dans les rêves. » note le Petit Journal. Nicole Wild, auteur de Décors et costumes du XIXe siècle, compare d’ailleurs les costumes de Théophile Thomas, décrit comme « les plus beaux et les plus originaux de tout le siècle », aux célèbres dessins de Jean-Jacques Grandville.
Bénédict dans le Figaro ajoute : « Après ces deux tableaux (…), il faut citer la scène et le truc admirablement réussi de l’enchanteur [Qu]iribibi, la fête de l’entrevue du prince et de la princesse Cunégonde, la kermesse avec sa farandole. Le tableau du pays des Singes (…) ».
De nombreux « trucs » rythment l’œuvre et lui donnent son caractère féérique. Celui permettant à Quiribibi d’être découpé en morceaux est suffisamment remarquable pour être pris en exemple dans le livre L’envers du théâtre, machines et décorations de Jules Moynet publié en 1873.

### Musique
La musique est accueillie très favorablement. Gaston de Praissau s’émerveille : « Il y a un peu de tout dans cette partition : de l’opéra-bouffe, de l’opéra-comique, du grand opéra. Mais il y a surtout, dans chacune des pages, le je ne sais quoi qui est la marque de fabrique de l’auteur, cette teinte de mélancolie voilée qui se mêle, sans efforts, aux gaietés les plus franches. ». Jacques Offenbach est comparée à un « metteur en scène musical » qui a su « fredonner en chansonnier (…), échelonner les chœurs, les morceaux d’ensemble, les grands airs et les petites cavatines, les refrains, les couplets de facture, les ritournelles et jusqu’aux simples trémolo. ».
Les morceaux qui ont le plus marqué le public semblent être le no 7, le « grand finale des armures [qui] est une belle page d’opéra, large, puissante, énergique », le no 15 (Quatuor « dans les ruines de Pompéi ») : « la perle de la partition (…), une inspiration digne de Donizetti en ses meilleurs jours », le no 20, La ronde des colporteurs, qui est bissé à la première et à chaque représentation et la Farandole (no 14) qui « a été très justement applaudie ».
Le ballet (no 25) du Roi Carotte se compose, entre autres, de la Valse des Rayons que Jacques Offenbach avait écrite pour son ballet Le Papillon créé à l’Opéra de Paris en 1860, et qu’il avait déjà replacé dans Les Fées du Rhin, un opéra romantique créé à Vienne le 4 février 1864.
Le journal Le Siècle, de son côté, reproche à la partition d’avoir « tous les défauts de ce compositeur de la décadence » et accuse Jaques Offenbach de prendre la place des « musiciens français ». Cette campagne de dénigrement du Siècle culminera avec l’« incident Arbel-Offenbach » en 1877 lorsque le journal s’étonnera que le public parisien ait pu « s’imaginer qu’un Juif allemand représentait la vieille garde française ».

### Créateurs
Zulma Bouffar, qui crée le rôle de Robin-Luron, « est [l’]un des grands attraits du Roi Carotte » note Le Figaro. Elle « est la gaieté, l’entrain et la joie de la pièce ; elle charme les oreilles autant que les yeux » ajoute Le Gaulois qui ne cite, par ailleurs, aucun autre rôle dans son compte-rendu du 17 janvier 1872.
Anna Judic, qui joue Cunégonde, se révèle être une « étoile d’opérette » appréciée pour sa « physionomie mobile et spirituelle, [son] filet de voix agréable, et, pour parler la langue de la princesse, du chien, du zing et du chic ».
Sevestre est appréciée dans son rôle de Rosée-du-Soir pour la « douce mélancolie qui sied bien à [sa] nature et [à son] chant ».
Masset, « bon comédien », « se tire bien de cette tâche ingrate » de créer le rôle de Fridolin XXIV. Aurèle, l’interprète de Quiribibi, est plusieurs fois cité pour sa performance de prestidigitation. Vicini, qui créé le rôle du Roi Carotte, est salué pour ses « effets très-drôles d’une voix qui tient le milieu entre le ténor et le soprano ».
Mais au-delà de ces quelques lignes, les acteurs masculins sont les grands oubliés des critiques… François Oswald le sous-entend bien quand il décrit l’intérêt de la pièce : « Les décors sont magnifiques ; Les costumes ravissants ; Les femmes charmantes ; La musique très réussie, très réussie ».

### Sujet
Si la mise en scène, les décors et les costumes subjuguent le public, la fin de la pièce est accueillie par des « protestations assez nombreuses (…) au sujet d’allusions politiques ». Le Gaulois relate effectivement « quelques allusions fâcheuses, destinées à froisser également démocrates et réactionnaires ». Lors de la première représentation, certains spectateurs crurent comprendre « dès la fin du 1er acte, que le régime déchu était représenté par… le Roi Carotte » alors que Victorien Sardou avait plutôt imaginé l’inverse. Cependant, la pièce est « si longue et si touffue que les intentions politiques de l’écrivain ressortent mal (…) ! De ce fait, l’ouvrage perd toute portée polémique » écrit Jean-Claude Yon.

## Production

### À Paris
Les recettes de la première semaine passent de 5 000 à 9 000 francs. Les quarante premières représentations font 300 000 francs de recettes soit une moyenne de 7 500 francs par représentation.
Cette très grosse production sera émaillée régulièrement d’accidents plus ou moins graves. Le 7 avril 1872, c’est un décor supportant Zulma Bouffar et quatre autres artistes qui tombent « d’une assez grande hauteur », avec des conséquences heureusement minimes.
Le changement d’affiche est annoncé pour la fin du mois de mai avec une reprise pendant l’été. Le Roi Carotte reste finalement à l’affiche malgré le départ de Zulma Bouffar, remplacée par Mme Berthal mi-avril, et celui d’Anna Judic.
Mi-juin, Le Roi Carotte faisant encore 3 000 francs de recette, Maurice Boulet décide de maintenir la production malgré les difficultés provoquées par l’expiration des contrats de certains acteurs. Le 2 juillet, Mlle Sichel et Mlle Sylvana reprennent les rôles respectifs de Rosée-du-Soir et de Coloquinte.
D’après Le Figaro du 23 juin 1872, une prime aux auteurs avait été convenu par Maurice Boulet si l’œuvre atteignait la 200e représentation. Dans sa biographie parue en 1887, André Martinet donnera par erreur le chiffre de 150 représentations. Ce chiffre sera repris par l’ensemble des biographes de Jacques Offenbach ; il faudra attendre le livre de Jean-Claude Yon paru en 2000, pour avoir une correction.
La dernière du Roi Carotte a lieu à Paris le 28 juillet 1872 après 195 représentations.
Malgré le succès de l’œuvre, le bilan financier n’est pas vraiment positif pour Maurice Boulet, le directeur du théâtre de la Gaîté, car il n’a pas su maîtriser les coûts de la production, estimés à 6 000 francs par représentation.
En raison des moyens nécessaires pour monter cette œuvre, les auteurs sortent dès 1872 une version « opérette-féerique » en 3 actes. Pour cette version la partition passe de 41 à 30 numéros, et le livret de 143 à 101 pages.

### À l’étranger
Le contrat signé avec Choudens pour la partition oblige les auteurs à vendre leurs droits pour les États-Unis. Ils le font « très avantageusement » fin 1871. Jacques Offenbach écrit d’ailleurs à Victorien Sardou depuis Étretat : « Lis le traité que tu as, je crois qu’il y a une clause qui nous engage à livrer un mois à l’avance, la partition pour garantir le droit de propriété là-bas ».
Le Roi Carotte est présenté à Londres, au théâtre de l’Alhambra, le 3 juin 1872. Les recettes avoisinent les 10 000 francs par soir et le public fait bisser régulièrement le Quatuor (no 15), le Duetto de la boule (no 6), la Ronde des colporteurs (no 20), la Romance des fleurs (no 5) et la Ronde des chemins de fer (no 17).
La première du Roi Carotte à New-York a lieu le 26 août 1872. Les journaux se réjouissent des adaptations qu'Offenbach aurait réalisées pour leur création : « the music is to be given with additions and alterations made for this country by Offenbach himself ». La pièce restera à l'affiche jusqu'à la fin de l'automne.
Il est présenté à Vienne, au théâtre an der Wien, le 23 décembre 1876. L’œuvre est donnée 37 fois jusqu’en avril 1877.

## Argument

### Acte I

#### Premier tableau
La brasserie
Accompagné de ses ministres, le prince Fridolin visite incognito son royaume. Frivole et entouré de ministres incapables, il s’apprête à épouser la princesse Cunégonde, à qui est promise une belle dot qui lui permettra d’éviter la banqueroute. Alors qu’il s’installe dans une brasserie où des étudiants fêtent les revenus de début de mois, Robin-Luron, un génie, apparaît sous le costume d’un étudiant. Il offre au prince Fridolin une somme importante pour les vieilles armures conservées au château. Fridolin accepte sans discuter. Robin-Luron lui annonce l’arrivée de sa future, elle aussi incognito, qui se présente sous les traits d’une bonne amie. Devant la description que Fridolin fait de lui-même, la princesse Cunégonde accepte le mariage et se dirige vers le palais. Pour enterrer sa vie de garçon, Fridolin invite les étudiants à prendre le punch au vieux palais, dans la salle des armures.

#### Deuxième tableau
Rosée-du-Soir
Dans le grenier d’une tour du vieux palais, la princesse Rosée-du-Soir rêve au prince Fridolin qu’elle aperçoit de temps en temps par sa fenêtre. Elle est retenue prisonnière depuis dix ans par la sorcière Coloquinte qui l’a réduite en esclavage. Le génie Robin-Luron entre miraculeusement dans la pièce et lui donne un « petit peloton de soie » qui lui permet d’échapper à sa captivité. La sorcière Coloquinte entre chez sa victime et tombe nez-à-nez avec Robin-Luron. La baguette magique de la sorcière Coloquinte a été confisquée, à la demande du père de Fridolin, pour dix années. Aujourd’hui l’enchantement se termine et elle compte bien se venger sur le fils de l’ancien souverain. Robin-Luron et Coloquinte se mettent d’accord : elle détrônera ce prince « paresseux, léger, libertin », mais Robin-Luron prévoit déjà que ce sera « pour son bien ».
[Version en trois actes. D’ailleurs, il y travaille déjà puisque la prédiction annonçant la chute du souverain est en train de se réaliser. À la suite de leur départ forcé, les armures s’insurgent : « Tremblez de voir nos ombres vengeresses se ranimer pour vous broyer les os ».]
Restée seule, la princesse Rosée-du-Soir s’échappe de sa prison.

#### Troisième tableau[29]
Les armures
Les étudiants accompagnés de Fridolin, Robin-Luron, Truck et Pipertrunck entrent dans la salle des armures et, alors qu’ils boivent leurs punchs en se moquant des armures, « les gueules des casques s’ouvrent » et invectivent Fridolin et les étudiants qui s’enfuient affolés.

#### Quatrième tableau[30]
Les conjurations de Coloquinte
Alors que Fridolin, Truck et Pipertrunck fuient à travers le jardin du palais. Coloquinte lève sa baguette sur le potager et donne vie aux carottes, radis, betteraves et navets…
1. Cinquième tableau[31] et Troisième tableau[32]

Le Roi Carotte
Dans les jardins de la résidence, la cour reçoit la princesse Cunégonde. Elle s’impatiente de devoir attendre son futur époux. Quand il se présente, il lui propose de danser une valse. Alors qu’ils s’y apprêtent, des étrangers sont annoncés : il s’agit du Roi Carotte et de sa cour, accompagnés par la sorcière Coloquinte. La cour de Fridolin se moque de ce roi, et de sa cour de navets, betteraves, radis noirs et radis roses, aux allures ridicules. Sur un geste de Coloquinte, toute la cour trouve ce nouveau roi charmant. Seul Fridolin n’y est pas sensible et devient hystérique quand la cour lui reproche le bâillement, le doigt dans le nez, l’éternuement, et enfin l’ivrognerie du Roi Carotte. Alors que Fridolin lève son sabre sur le nouveau roi, la cour le chasse du palais. Ce départ est accompagné par les armures qui tonnent : « Fuis ce palais qui va changer de maître et porte ailleurs tes pas maudits ! ». Fridolin fuit, accompagné de Robin-Luron et de Truck.

### Acte II

#### Premier tableau[33]
La Farandole
Dans une cour d’hôtellerie, les jardiniers fêtent le nouveau roi. Fridolin, Robin-Luron et Truck entrent déguisés car la tête de l’ancien monarque est mise à prix. Rosée-du-Soir les rejoint sous les habits de page : par amour, elle vient se mettre aux ordres de Fridolin. Ils s’enfuient à l’arrivée des ministres Koffre, Pipertrunck, Trac et des soldats qui viennent l’arrêter. Robin-Luron les contient en envoûtant des objets et une farandole enragée leur barre le passage plusieurs fois. Les assaillants fuient à l’exception de Pipertrunck qui rejoint le camp de Fridolin qu'il pense « le plus fort ».

#### Deuxième tableau[34]et Quatrième tableau[35]
Quiribibi
Robin-Luron les emmène chez l’enchanteur Quiribibi. Après avoir consulté ses grimoires, Quiribibi leur donne la solution, il faut qu’ils utilisent le « talisman des talismans » : « l’Anneau de Salomon » qui se trouve à Pompéi, dans les mains d’un soldat romain, « qui s’en était emparé à la prise de Jérusalem » et qui a eu « la fatale idée de s’arrêter à Pompéi, le jour même de l’éruption ». Pour y aller, Quiribibi leur cède « une petite lampe antique qui vient de Pompéi même » et qui est magique. Les cinq aventuriers formulent leur vœu.

#### Troisième tableau[36]et Cinquième tableau[37]
Les ruines
Ils se retrouvent à Pompéi, au milieu des ruines. Après avoir admiré ces « débris dont l’aspect [les] transporte aux grands jours d’un peuple effacé », Robin-Luron prend conscience qu’il faut qu’ils aillent dans la ville « telle qu’elle était le matin même où le Vésuve l’engloutit sous les cendres !… ». Ils demandent à la lampe à voir « la Pompéi d’autrefois !… florissante de vie ! ».

#### Quatrième tableau[38]et Sixième tableau[39]
Pompéi
Sous leurs yeux, le décor se transforme, la ville prend vie, la lampe magique disparaît. Fridolin, Robin-Luron, Rosée-du-Soir, Truck et Pipertrunck sont alpagués par les passants qui ne peuvent croire à l’existence des chemins de fer. Le ton monte entre les deux camps et, alors que les « modernes » s’emparent de l’anneau de fer, Fridolin invoque le « Djinn de Salomon » pour échapper à la colère des pompéiens. Un djinn les emporte vers le ciel tandis que le Vésuve commence son éruption.

### Acte III

#### Premier tableau[40]et Septième tableau[41]
L’anneau de Salomon
De son côté, le Roi Carotte mène à la baguette ses ministres et la cour. Robin-Luron, Rosée-du-Soir, Truck et Pipertrunck se présentent sous le déguisement de colporteurs. Ils lui présentent une étoffe qui n’est « visible que pour les honnêtes gens ». Chaque conseiller et le Roi Carotte comprennent bien pourquoi ils ne voient Koffre qu’en caleçon, même s’ils feignent tous de voir un costume ravissant. Cunégonde entre alors et prévient le Roi Carotte que son rival Fridolin est revenu prendre sa place : le Roi Carotte s’épouvante, demande d'abdiquer, et s’enfuit avec sa cour. Fridolin, seul, entre grâce à l’anneau magique : caché sous l’apparence d’un oiseau, il a pu admirer la princesse Cunégonde. Elle entre et lui déclare son amour. Fridolin, dans sa candeur, lui prête l’anneau magique dont elle s’empare en appelant la sorcière Coloquinte. La sorcière jette un sort sur le prince que Robin-Luron, arrivé opportunément, dévie : Fridolin est envoyé au loin.

#### Deuxième tableau[42]
Le trèfle à quatre feuilles
Rosée-du-Soir et Robin-Luron se retrouvent dans une forêt sombre. Robin-Luron offre un trèfle à quatre feuilles à Rosée-du-Soir. Il lui permet d’accomplir quatre vœux – et même un cinquième, mais il la tuerait. Rosée-du-Soir forme son premier vœu qui est d’aller chez les Fourmis où Fridolin a été conduit par Robin-Luron pour y « profiter des leçons qu’il y trouve ».

#### Troisième tableau[43]
Les Fourmis

Dans la fourmilière souterraine, les fourmis ont capturé Fridolin et Truck. Elles les délivrent à la demande de Robin-Luron et de Rosée-du-Soir.

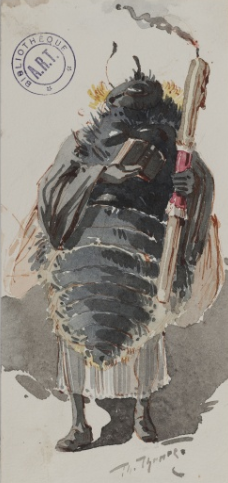
Costume pour le Ballet des insectes (1872)

#### Quatrième tableau[44]et Huitième tableau[45]
Les Insectes
C’est la fête du printemps, tous les insectes défilent.
[Version en quatre actes. À la fin du défilé, Coloquinte apparaît. Elle est capturée par les abeilles qui promettent aux quatre fugitifs de la garder « le plus longtemps possible ». Ils empruntent le char ailé de la reine des abeilles pour fuir vers l’Île des Singes.]
[Version en trois actes. À la fin du défilé, la reine des abeilles les invite dans son char ailé pour les ramener à Krokodyne.]

### Acte IV

#### Premier tableau[46]
Les Singes
Dans la forêt vierge, Fridolin et Rosée-du-Soir ont échoué de leur côté. Elle a utilisé une feuille de son trèfle pour sauver Fridolin et les autres naufragés. Fridolin lui déclare sa flamme. De son côté, Truck a atterri au milieu d’un groupe de singes dont il ne se débarrasse qu’à grands cris. Robin-Luron leur explique alors la raison de cette escale : ils doivent capturer le Roi des singes pour chasser le Roi Carotte : après quelques mésaventures, ils parviennent à enfermer le Roi des singes dans une malle.

#### Deuxième tableau[47]
Le Désert
Tout à coup, la sorcière Coloquinte transforme le paysage en désert. De leur côté, Fridolin et Rosée-du-Soir sont assoiffés, la sorcière Coloquinte les pétrifie tous les deux. Ils retrouvent heureusement la vie grâce au Roi des singes. Ils partent tous les cinq pour Krokodyne.

#### Troisième tableau[48]et Neuvième tableau[49]
Une salle du Palais de Carotte
Dans le palais, c’est le désarroi : le Roi Carotte, apeuré, a perdu tout son prestige. Le peuple grogne. Les ministres proposent de montrer le roi au peuple.

#### Quatrième tableau[50]et Dixième tableau[51]
La révolte
Dans la rue, le peuple grogne : les prix ont augmenté, les finances sont en déroute et les impôts de plus en plus lourds. Fridolin, Robin-Luron, Rosée-du-Soir et Truck reviennent, déguisés en musiciens ambulants, et observent. La police tente dans un premier temps d’arrêter les manifestants, puis elle se joint à eux accompagnée de l’armée et des ministres. Fridolin est acclamé par la foule qui s’insurge contre le Roi Carotte.
[Version en trois actes. Ce dernier abdique, il est terrassé par Robin-Luron et reprend la forme d’une carotte.]

#### Cinquième tableau[52]
Le potager
Alors que le Roi Carotte demande à Coloquinte d’abdiquer, Rosée-du-Soir s’apprête à utiliser son cinquième vœu et à se sacrifier pour Fridolin. C’est à ce moment-là que le Roi des singes arrache le plumet du Roi Carotte qui tombe terrassé et reprend la forme d’une carotte.

#### Sixième tableau[53]etOnzième tableau[54]
Le triomphe de Fridolin
Le peuple est enthousiaste, Fridolin demande la main de Rosée-du-Soir et renvoie la princesse Cunégonde chez son père.

## Rôles et créateurs
| Rôles                                          | Créateurs       | 3 actes | Distribution    |
| ---------------------------------------------- | --------------- | ------- | --------------- |
| Robin-Luron, génie                             | Zulma Bouffar   | •       | 1re chanteuse   |
| Fridolin XXIV, prince héréditaire de Krokonyne | Charles Masset  | •       | 1er chanteur    |
| Le Roi Carotte                                 | Vicini          | •       | Trial           |
| Truck, grand nécromancien de la couronne       | Alexandre       | •       | 1er comique     |
| Pipertrunck, chef de la police et des mystères | Soto            | •       | Basse bouffe    |
| Quiribibi, enchanteur                          | Aurèle          | •       | Jeune premier   |
| Le baron Koffre, grand caissier du royaume     | Pierre Grivot   | •       | Laruette        |
| Le feld-maréchal Trac, ministre des batailles  | Delorme         | •       | Jeune ténor     |
| Le comte Schopp, conseiller privé              | Colleuille      | •       | 2e basse        |
| Psitt, chambellan                              | Mallet          | •       | 2e comique      |
| Ladislas / Dagobert, étudiant                  | Gravier         | •       | Jeune premier   |
| Pyrgopolynice, soldat                          | Gally           | •       | 2e basse        |
| Gurgès, élégant                                | Hucherard       | •       | Jeune ténor     |
| Pansa, édile                                   | Gaspard         | •       | 2e basse        |
| Carion                                         | Alexandre fils  | •       | 2e comique      |
| Curculion, parasite                            | Duchatenel      | •       | Utilité         |
| Mégadore, poète famélique                      | Demay           | •       | Utilité         |
| Harpax, gladiateur                             | Jules Vizentini | •       | Utilité         |
| Numérius, historien                            | Chevalier       | •       | Utilité         |
| Chosroès, persan                               | Henry           | •       | Laruette        |
| Ottocar, hôtelier                              | Lemaire         |         | 2e basse        |
| Traugott / Trangött, brasseur                  | Legrain         | •       | 2e basse        |
| Grand-Claude, paysan                           | Mallet          |         | 2e comique      |
| L'ambassadeur                                  | Jannin          |         |                 |
| Un référendaire                                | Jules Vizentini | •       | 2e comique      |
| Un sergent                                     | Demay           | •       |                 |
| Rosée-du-Soir                                  | Mme Sevestre    | •       | Jeune chanteuse |
| Cunégonde                                      | Anna Judic      | •       | 1re Dugazon     |
| Coloquinte, sorcière                           | Mariani         | •       | Grande coquette |
| Madame Pipertrunck                             | Pauline Lyon    | •       | Mère Dugazon    |
| La feld-maréchale Trac                         | Herbeer         | •       | 1re soubrette   |
| La comtesse Schopp                             | Stéphane        | •       | Ingénuité       |
| La baronne Koffre                              | Davenay         | •       | 2e soubrette    |
| Brigadière de fourmis                          | Drouard         | •       | 1re soubrette   |
| Corinne, courtisane                            | E. Gilbert      | •       | Grande coquette |
| Médulla, sa suivante                           | Villanova       | •       | 1re soubrette   |
| Lépida, mariée                                 | Drouard         | •       | Ingénuité       |
| Drusille, affranchie                           | Brache          | •       | 2e soubrette    |
| Yphis, esclave                                 | A. Mette        | •       |                 |
| Reine des abeilles                             | Anita           | •       |                 |
| Première fourmi                                | Anita           |         |                 |
| Deuxième fourmi                                | Villanova       |         |                 |
| Christiane, étudiante                          | Drouard         | •       | 1re soubrette   |

1er acte. — Les Armures. — Cortège du roi Carotte. — 1er, 2e et 3e actes. — Carottes, betteraves, navets, radis noirs, radis roses.
2e acte. — Pompéi. — Un maître d’école, un marchand de vin, un crieur de bains, un marchand de fleurs, un marchand de saucisses, un boulanger, un augure, deux prêtres de Cybèle, flûtistes, clowns éthiopiens, joueuses de guitare et de harpe, danseuses syriennes et grecques, esclaves porteurs de présents et d’emblèmes, affranchis, matrones, enfants, paysans, soldats, bourgeois, parents et amis de la mariée, conducteur de char, porteurs de litière et de parasol, etc.
3e acte. — Fourmis [Version en 4 actes. ouvrières, amazones, mâles et femelles, nourrices, nourrissons.] — Cortège des Insectes. — Scarabées, cousins, grillons, moucherons, xylophages, hannetons, cigales, papillons, cantharides, bêtes à bon Dieu, libellules, sauterelles, carabes, bourdons, papillons de nuit, frelons, guêpes, abeilles.
[Version en 4 actes. 4e acte. – Singes.]
[Version en 3 actes. 1er et 3e actes. — Bourgeois, étudiants, étudiantes, soldats, musiciens, courtisans, dames, garçons de brasserie, etc.]
[Version en 4 actes. 1er et 4e actes. — Bourgeois, étudiants, étudiantes, soldats, musiciens, courtisans, dames, garçons et servantes de brasserie, etc.]

## Partition
| no          | Titre                                    | Édition originale (4 actes, 22 tableaux) | Édition originale (4 actes, 22 tableaux) | Édition originale (4 actes, 22 tableaux) | Éditions opérette-féerie (3 actes, 11 tableaux) | Éditions opérette-féerie (3 actes, 11 tableaux) | Éditions opérette-féerie (3 actes, 11 tableaux) |
| ----------- | ---------------------------------------- | ---------------------------------------- | ---------------------------------------- | ---------------------------------------- | ----------------------------------------------- | ----------------------------------------------- | ----------------------------------------------- |
|             | Ouverture                                | •                                        | •                                        | •                                        | •                                               | •                                               | •                                               |
| 1           | Scène et chœur                           | Acte I                                   | 1er tableau La Brasserie                 | •                                        | Acte I                                          | 1er tableau La Brasserie                        | •                                               |
| 2           | Rondo de l’étudiant                      | Acte I                                   | 1er tableau La Brasserie                 | •                                        | Acte I                                          | 1er tableau La Brasserie                        | •                                               |
| 3           | Rondo de la princesse                    | Acte I                                   | 1er tableau La Brasserie                 | •                                        | Acte I                                          | 1er tableau La Brasserie                        | •                                               |
| 3bis        | Chœur                                    | Acte I                                   | 1er tableau La Brasserie                 | •                                        | Acte I                                          | 1er tableau La Brasserie                        | •                                               |
| 4           | Scène et chœur (la retraite)             | Acte I                                   | 1er tableau La Brasserie                 | •                                        | Acte I                                          | 1er tableau La Brasserie                        | •                                               |
| 5           | Romance des fleurs                       | Acte I                                   | 2e tableau Rosée du Soir                 | •                                        | Acte I                                          | 2e tableau Rosée du Soir                        | •                                               |
| 6           | Duetto de la boule                       | Acte I                                   | 2e tableau Rosée du Soir                 | •                                        | Acte I                                          | 2e tableau Rosée du Soir                        | •                                               |
| 6bis        | Chœur des armures                        | Acte I                                   | 2e tableau Rosée du Soir                 |                                          | Acte I                                          | 2e tableau Rosée du Soir                        | •                                               |
| 6ter        | Mélodrame                                | Acte I                                   | 2e tableau Rosée du Soir                 | •                                        | Acte I                                          | 2e tableau Rosée du Soir                        | •                                               |
| 7           | Scène et chœur                           | Acte I                                   | 3e tableau Les armures                   | •                                        | Acte I                                          | 2e tableau Rosée du Soir                        |                                                 |
| 7bis        | Mélodrame                                | Acte I                                   | 4e tableau Les conjurations              | •                                        | Acte I                                          | 2e tableau Rosée du Soir                        |                                                 |
| 8           | Évocation                                | Acte I                                   | 4e tableau Les conjurations              | •                                        | Acte I                                          | 2e tableau Rosée du Soir                        |                                                 |
| 9           | Chœur                                    | Acte I                                   | 5e tableau Le Roi Carotte                | •                                        | Acte I                                          | 3e tableau Le Roi Carotte                       | •                                               |
| 10          | Final                                    | Acte I                                   | 5e tableau Le Roi Carotte                | •                                        | Acte I                                          | 3e tableau Le Roi Carotte                       | •                                               |
| 11          | Entracte                                 | Acte II                                  | 6e tableau La Farandole                  | •                                        | Acte II                                         | 4e tableau Quiribibi                            | •                                               |
| 12 et 12bis | Chœur des jardiniers                     | Acte II                                  | 6e tableau La Farandole                  | •                                        | Acte II                                         | 4e tableau Quiribibi                            |                                                 |
| 12ter       | Mélodrame (Entrée de Rosée)              | Acte II                                  | 6e tableau La Farandole                  | •                                        | Acte II                                         | 4e tableau Quiribibi                            | •                                               |
| 13          | Couplets du diplomate                    | Acte II                                  | 6e tableau La Farandole                  | •                                        | Acte II                                         | 4e tableau Quiribibi                            | •                                               |
| 14          | Farandole                                | Acte II                                  | 6e tableau La Farandole                  | •                                        | Acte II                                         | 4e tableau Quiribibi                            |                                                 |
| 14bis       | Mélodrames A, B, C, D                    | Acte II                                  | 7e tableau Quiribibi                     | •                                        | Acte II                                         | 4e tableau Quiribibi                            | •                                               |
| 15          | Quatuor                                  | Acte II                                  | 8e tableau Les ruines                    | •                                        | Acte II                                         | 5e tableau Les ruines                           | •                                               |
| 16          | Chœur et marche                          | Acte II                                  | 9e tableau Pompéï                        | •                                        | Acte II                                         | 6e tableau Pompéï                               | •                                               |
| 17          | Ronde des chemins de fer                 | Acte II                                  | 9e tableau Pompéï                        | •                                        | Acte II                                         | 6e tableau Pompéï                               | •                                               |
| 17bis       | Apparition et chœur                      | Acte II                                  | 9e tableau Pompéï                        | •                                        | Acte II                                         | 6e tableau Pompéï                               | •                                               |
| 18          | Entr’acte                                | Acte III                                 | 10e tableau Les colporteurs              | •                                        | Acte II                                         | 7e tableau Les colporteurs                      |                                                 |
| 19          | Scène                                    | Acte III                                 | 10e tableau Les colporteurs              | •                                        | Acte II                                         | 7e tableau Les colporteurs                      |                                                 |
| 20          | Ronde des colporteurs                    | Acte III                                 | 10e tableau Les colporteurs              | •                                        | Acte II                                         | 7e tableau Les colporteurs                      | •                                               |
| 21          | Duo de l’anneau                          | Acte III                                 | 10e tableau Les colporteurs              | •                                        | Acte II                                         | 7e tableau Les colporteurs                      | •                                               |
| 21bis       | Mélodrame                                | Acte III                                 | 11e tableau Trèfle à quatre feuilles     | •                                        | Acte II                                         | 8e tableau Les insectes                         | •                                               |
| 22          | Romance du trèfle                        | Acte III                                 | 11e tableau Trèfle à quatre feuilles     | •                                        | Acte II                                         | 8e tableau Les insectes                         |                                                 |
| 23          | Chœur                                    | Acte III                                 | 12e tableau Les fourmis                  | •                                        | Acte II                                         | 8e tableau Les insectes                         |                                                 |
| 24          | Marche et chœur des insectes             | Acte III                                 | 13e tableau Les insectes                 | •                                        | Acte II                                         | 8e tableau Les insectes                         | •                                               |
| 25          | Ballet (A Andante, B Valse, C Apothéose) | Acte III                                 | 13e tableau Les insectes                 | •                                        | Acte II                                         | 8e tableau Les insectes                         |                                                 |
| 25B         | Entracte-valse                           | Acte IV                                  | 14e tableau Les singes                   |                                          | Acte III                                        | 9e tableau Conseil des ministres                | •                                               |
| 26          | Entr’acte                                | Acte IV                                  | 14e tableau Les singes                   | •                                        | Acte III                                        | 9e tableau Conseil des ministres                |                                                 |
| 27          | Romance de l’amour                       | Acte IV                                  | 14e tableau Les singes                   | •                                        | Acte III                                        | 9e tableau Conseil des ministres                |                                                 |
| 27bis       | Scène des singes A, B, C, D, E           | Acte IV                                  | 14e tableau Les singes                   | •                                        | Acte III                                        | 9e tableau Conseil des ministres                |                                                 |
| 28          | Couplets du panache                      | Acte IV                                  | 15e tableau Conseil des ministres        | •                                        | Acte III                                        | 9e tableau Conseil des ministres                | •                                               |
| 29          | Chœur du marché                          | Acte IV                                  | 16e tableau La révolte                   | •                                        | Acte III                                        | 10e tableau La révolte                          | •                                               |
| 30          | Scène et chœur                           | Acte IV                                  | 16e tableau La révolte                   | •                                        | Acte III                                        | 10e tableau La révolte                          | •                                               |
| 30bis       | Chœur                                    | Acte IV                                  | 17e tableau Triomphe de fridolin         | •                                        | Acte III                                        | 11e tableau Triomphe de fridolin                | •                                               |
| 31          | Finale (Apothéose)                       | Acte IV                                  | 17e tableau Triomphe de fridolin         | •                                        | Acte III                                        | 11e tableau Triomphe de fridolin                | •                                               |

## Citations et emprunts
- Pour le Chœur du marché à Pompéi (no 16), Victorien Sardou fait référence aux « poireaux d’Aricie » et aux « raves de Murcie ». Il cite ainsi L'Histoire naturelle de Pline l'Ancien, auteur mort à Pompéi en 79 lors de l'éruption du Vésuve :
  - « Les meilleurs po[i]reaux sont ceux d'Égypte, puis ceux d'Ostie et ceux d'Aricie. »[56]
  - « [Les raves] les plus estimées sont celles qui viennent dans le territoire de Nursia ; elles se vendent un sesterce (21 cent.) la livre, et deux quand elles sont rares ; les meilleures ensuite sont celles du mont Algide. »[57] Cette seconde citation est moins convaincante mais paraît plausible car l'orthographe francisée de cette ville semble fluctuante. Dans une traduction plus ancienne, une note explique : « Nurſia étoit une ancienne Ville des Sabins, aujourd'hui Norſa, ou Norce, Ville d'Ombrie, qui n'eﬆ plus qu'un Bourg (…) »[58]. Pline l'Ancien ayant voyagé en Espagne à plusieurs reprises, il est aussi possible que Victorien Sardou fasse une confusion avec la ville de Murcie en Espagne.
- Pour le tableau qui se déroule à Pompéi, Victorien Sardou fait intervenir des figures dramatiques de l'Antiquité romaine :
  - Harpax de Pseudolus (L'Imposteur) Plaute (191)[59].
  - Curculion, de la pièce éponyme Curculio (Charançon) de Plaute (193)[60].
  - Pyrgopolinice et Carion, de Miles Gloriosus (Le Soldat fanfaron) de Plaute (203)[61].
  - Mégadore, de Aulularia (La Marmite) de Plaute[62].

## Postérité
La version « opérette-féerique » a été reprise à l'Opéra de Lyon du 15 décembre 2015 au 1er janvier 2016, avec un livret adapté (réécrit) par Agathe Mélinand, dans une mise en scène de Laurent Pelly, sous la direction musicale de Victor Aviat, Yann Beuron tenant le rôle de Fridolin XXIV. Cette production a été récompensée par le Prix de la redécouverte de l'année 2016 remis par l'International Opera Award.

## Discographie
Le Roi Carotte ne semble pas avoir été enregistré. Même l’ORTF, qui a pourtant réalisé des enregistrements d’œuvres méconnues de Jacques Offenbach durant la deuxième moitié du XXe siècle, ne semble pas avoir produit cette œuvre. 
Seuls quelques extraits ont été édités :
- Entre nous : Celebrating Offenbach - David Parry - Opera Music 2007 (Ronde des chemins de fer)
- Offenbach : anthologie vol. 3 – Forlane 2000 (Ronde des colporteurs – numérisation d’un enregistrement antérieur à 1940)
- Offenbach : Can Can Ouvertures et Ballets - Antonio de Almeida - Phillips 1987 (Ouverture)
- Update : Version complete sur You Tube et DVD.